# (11779) Zernike
(11779) Zernike  es un asteroide perteneciente al cinturón de asteroides, descubierto el 16 de octubre de 1977 por Cornelis Johannes van Houten e Ingrid van Houten-Groeneveld sobre placas tomadas por Tom Gehrels desde el Observatorio Palomar, en Estados Unidos.

## Designación y nombre
Zernike se designó inicialmente como 4197 T-3.
Más adelante fue nombrado en honor al físico holandés  Frits Zernike (1888-1966).

## Características orbitales
Zernike orbita a una distancia media del Sol de 2,6216 ua, pudiendo acercarse hasta 2,3278 ua y alejarse hasta 2,9155 ua. Tiene una excentricidad de 0,1120 y una inclinación orbital de 4,6816° grados. Emplea en completar una órbita alrededor del Sol 1550 días.

## Características físicas
Su magnitud absoluta es 14,0. Tiene 4,701 km de diámetro. Su albedo se estima en 0,152.